# Arisaema umbrinum
Arisaema umbrinum là một loài thực vật có hoa trong họ Ráy (Araceae). Loài này được Ridl. mô tả khoa học đầu tiên năm 1905.